# Masalany

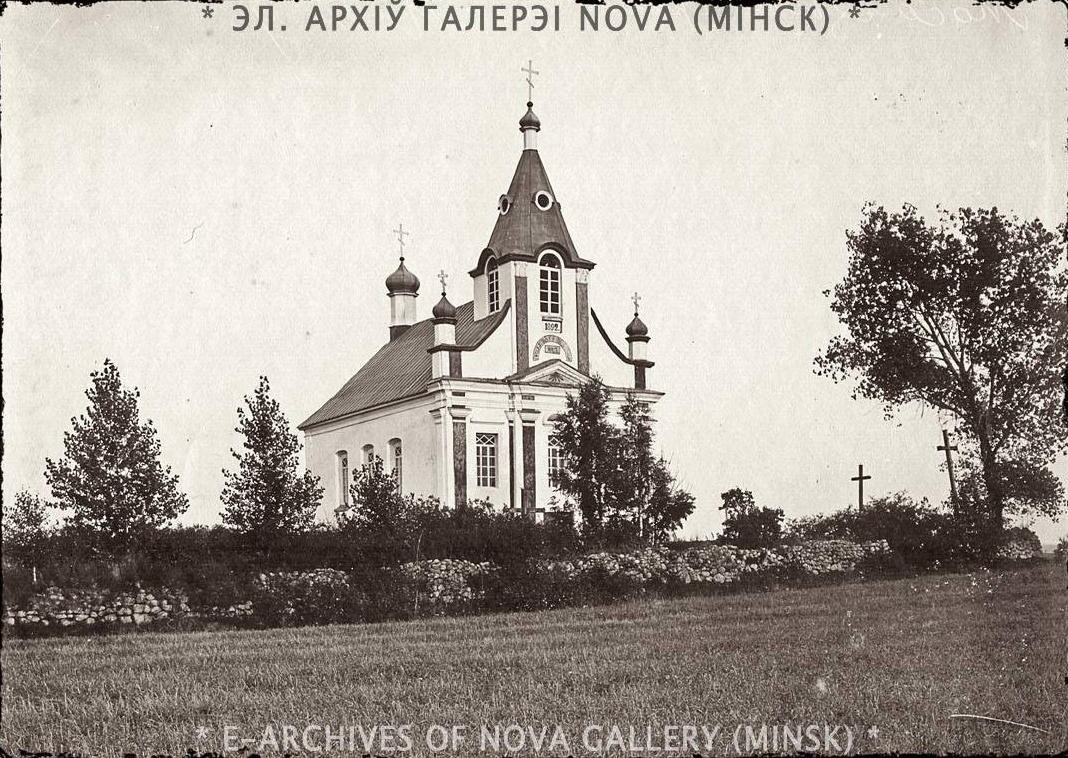
Masalany, Cerkiew (1900)

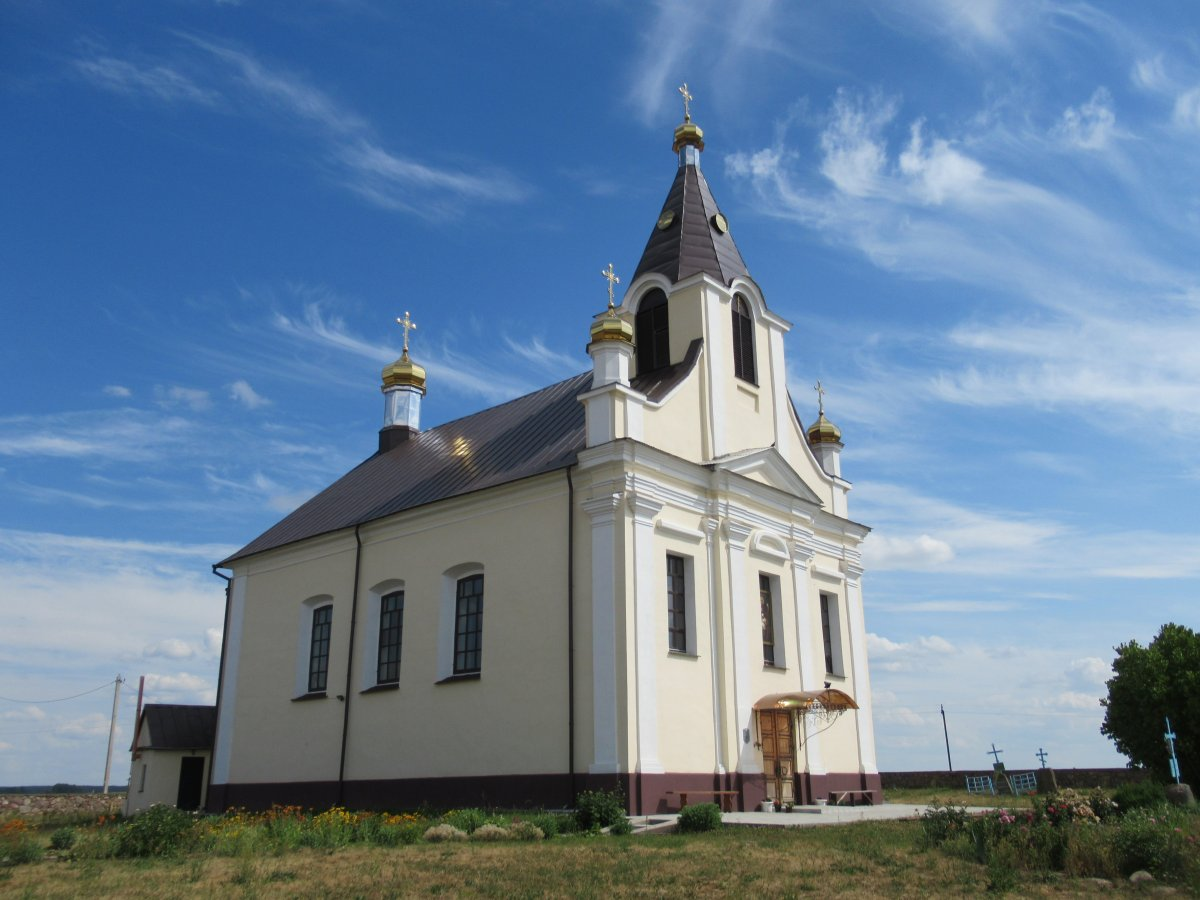
Massalany. Cerkiew (widok obecny)

Masalany lub Massalany (biał. Масаля́ны, Masalany, ros. Массоляны, Massolany) – wieś na Białorusi, w obwodzie grodzieńskim, w rejonie brzostowickim, w sielsowiecie Ołlekszyce. Położona jest 37 km na południe od Grodna, 17,7 km od granicy polsko-białoruskiej, przy drodze z Olekszyc do Ejsymontów Wielkich.

## Historia
Pierwsza pisemna wzmianka o miejscowości pochodzi prawdopodobnie z XV wieku. Wg Słownika Geograficzne wieś została założona w 1645 r. - należała wówczas do rodziny Massalskich. Wg Stanisława Alexandrowicza jako prywatne miasto szlacheckie  została lokowane w 1647 roku przez Massalskich. Położone było wówczas w powiecie grodzieńskim województwa trockiego. W 1786 r. Jan Tadeusz Bisping (1741-1786), poseł na sejmy, marszałek starodubski, wykupił majątek w Massalanach od księcia Massalskiego. Majątkiem po jego śmierci zarządzała jego żona Teodora z Suchodolskich. Podczas Insurekcji Kościuszkowskiej majątek liczący wówczas 56 dymów ziemskich dał rekrutów dla armii polskiej: jedenastu do 1-go pułku pieszego, trzech do 25 pułku liniowego oraz osiemnastu do komputu. Majątek utracony przez syna Jana - Adama (1782-1858) wykupiła Józefa Woyczyńska z Bispingów. W latach 1853–1939 Massalany stanowiły siedzibę Ordynacji Massalańskiej należącej do rodziny Bispingów.
W czasach zaborów wieś znajdowała w granicach Imperium Rosyjskiego, w guberni grodzieńskiej, w powiecie grodzieńskim, w gminie bohorodyckiej. Według Słownika Geograficznego Królestwa Polskiego w 1902 wieś liczącą 43 domy zamieszkiwało 417 mieszkańców. Do chłopów należało 832 dziesięcin do cerkwi 58. Dobra Bispingów Massalany z folwarkami Popławce i Kowale miały 2351 dziesięcin. We wsi znajdowała się cerkiew i 2 kaplice. Od 1919 roku wieś znajdowała się pod polską administracją. 7 czerwca 1919 roku wraz z całym powiatem grodzieńskim weszła w skład okręgu wileńskiego Zarządu Cywilnego Ziem Wschodnich. Latem 1920 roku zajęta przez bolszewików, następnie znów przez Polskę. 20 grudnia 1920 roku włączona wraz z powiatem do okręgu nowogródzkiego. Od 19 lutego 1921 roku w województwie białostockim, w powiecie grodzieńskim. Według spisu powszechnego z 1921 roku, wieś zamieszkana była przez 314 osób, w tym 294 Białorusinów i 10 Polaków. Prawosławie wyznawało 296 jej mieszkańców, katolicyzm – 18. Folwark zamieszkany był przez 140 osób, w tym 125 Polaków i 15 Białorusinów. Katolicyzm wyznawało 99 jego mieszkańców, prawosławie – 40, judaizm – 1. W latach 1921–1922 centrum administracyjne gminy Masalany, później w składzie gminy Wielkie Ejsymonty. W 1921 roku nazwę „Massalany” nosiły wieś i folwark. We wsi było 47 domów mieszkalnych, a w folwarku – 13. W 1926 roku liczba budynków pozostawała bez zmian. 
W wyniku napaści ZSRR na Polskę we wrześniu 1939 roku miejscowość znalazła się pod okupacją sowiecką. 18 września lub wkrótce potem, do majątku Massalany przybyła uzbrojona grupa białoruskich komunistów, na której czele stał Józef Gawryluk. Grupa ta kilka godzin wcześniej dokonała zabójstwa i grabieży na polskiej rodzinie w sąsiednim folwarku Golnie, zaś Massalany miały być jej prawdopodobnym kolejnym celem. Ordynat Jan Bisping, właściciel majątku, został jednak już wcześniej ostrzeżony przed niebezpieczeństwem i zbiegł wraz z rodziną poprzedniej nocy. Sformowany po 17 września w Massalanach prosowiecki komitet rewolucyjny zabezpieczył majątek przed rabunkiem i zmusił grupę Gawryluka do rychłego opuszczenia miejscowości.

2 listopada 1939  roku wieś została włączona do Białoruskiej SRR, od 4 grudnia należała do nowo utworzonego obwodu białostockiego. Od czerwca 1941 roku pod okupacją niemiecką. 22 lipca 1941 roku włączona w skład okręgu białostockiego III Rzeszy. W 1944 roku ponownie zajęta przez wojska sowieckie i włączona do obwodu grodzieńskiego Białoruskiej SRR. Od 1991 roku w składzie niepodległej Białorusi.

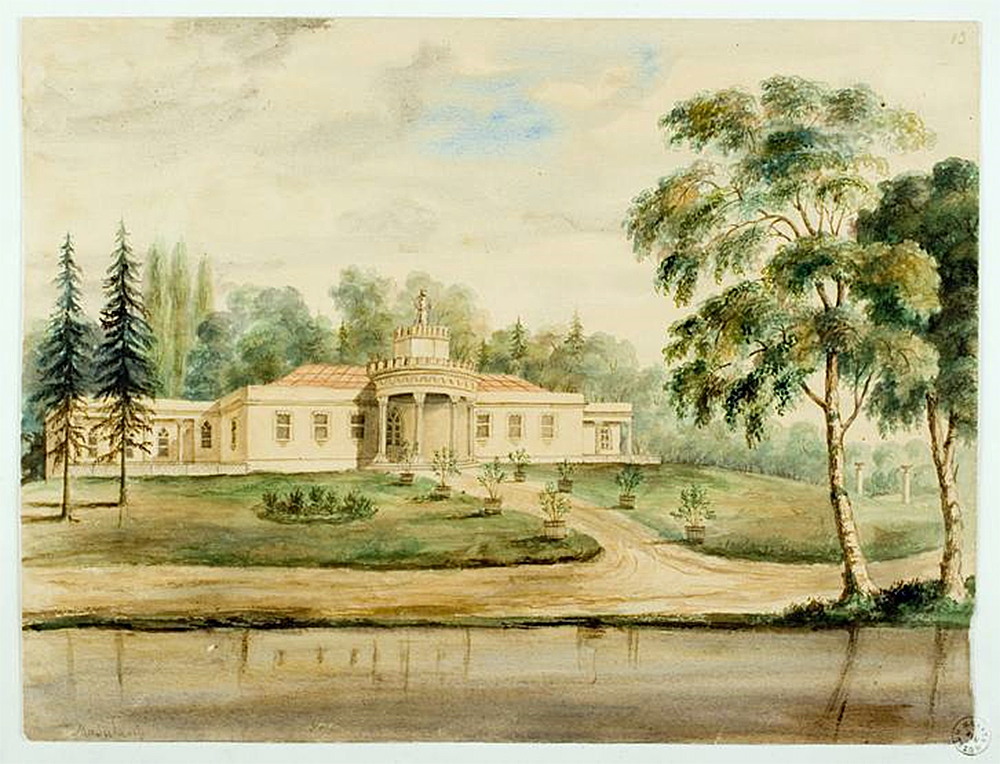
Masalany, Bisping. (N. Orda, 1861-77)

## Zabytki
- Cerkiew Narodzenia Najświętszej Marii Panny – prawosławna, pierwotnie greckokatolicka. Ufundowana została przez Mariannę Bisping, zbudowana w 1796 roku, przebudowana w drugiej poł. XIX w. Świątynia utrzymana jest w stylu barokowo-klasycystycznym, jednonawowa, na planie prostokąta. Fasada podzielona jest przy użyciu rozwiniętego gzymsu na dwie kondygnacje. Kondygnację dolną, ozdobioną pilastrami, wieńczy trójkątny fronton nad wejściem. W kondygnację górną wbudowana jest czworoboczna wieża, zwieńczona spiczastym dachem z kopułką, flankowana dwiema ośmiobocznymi wieżyczkami, również z kopułkami. Większa kopułka na ośmiobocznym bębnie wieńczy dach nad częścią ołtarzową[13]. Świątynia parafialna[14];
- Dwór Bispingów wraz z zabudowaniami gospodarczymi – dwór zbudowany w XVIII wieku, budynki gospodarcze na przełomie XIX i XX wieku[15];

- Gorzelnia – zbudowana w XIX wieku[16];
- Kaplica Wniebowzięcia Najświętszej Marii Panny – zbudowana w latach 60. XIX wieku lub w 1915 roku, przebudowana w 1991 roku[17].

- Kaplica katolicka parafii Ejsymonty Wielkie, zniszczona przed rokiem 1885[7].